# Королівські Сухопутні війська Камбоджі
Королівська армія Камбоджі (кхмер. កងទ័ពជើងគោក, Kangtoap Cheung Kouk) — частина Королівських збройних сил Камбоджі. Вона має сухопутні сили, які нараховували 85,400 осіб, поділені на одинадцять піхотних дивізій з інтегрованою бронетанковою та артилерійською підтримкою. Королівська армія знаходиться під юрисдикцією Міністерства національної оборони.

## Оснащення
Станом на червень 2010 року 500 танків вважаються повністю боєздатними.
- 500+ танків і невідома кількість легких танків

- 300+ БТР
- 600 Артилерії
- 19 Гелікоптерів

## Миротворчі операції
КЗСК відправив свій персонал у різні гарячі точки в рамках ролі Королівства Камбоджа як члена Організації Об’єднаних Націй. Переважно інженери та підрозділи матеріально-технічного забезпечення, загалом 6822 солдати, з них 369 жінки, наразі були направлені до 10 миротворчих місій у дев’яти країнах, таких як:
- Центральноафриканська Республіка
- Чад
- Кіпр
- Ліван
- Малі
- Південний Судан
- Судан
- Сирія
- Ємен